# Newcastle (Südafrika)
Newcastle ist die größte Stadt im Norden von KwaZulu-Natal, Südafrika, und gehört zum drittgrößten Ballungsraum dieser Provinz. Newcastle ist im Nordwesten KwaZulu-Natals am Ufer des Flusses Ncandu gelegen. Sie ist Verwaltungssitz der Gemeinde Newcastle und des Distrikts Amajuba, in dem die Stadt liegt.

## Geographie
Der Westteil der Stadt grenzt an den nördlichen Teil der Drakensberge. Etwa doppelt so viele Menschen wie in Newcastle leben im Township Madadeni südwestlich von Newcastle. Die Nationalstraße N11 führt durch die Stadt.

## Demographie
Im Jahr 2011 hatte die Stadt 56.144 Einwohner in 16.654 Haushalten auf einer Fläche von 75,79 km².

## Geschichte
Der Ort wurde als Haltestelle der Post auf der Strecke zwischen Durban (damals noch Port Natal) und der früheren Südafrikanischen Republik gegründet. Der Platz wurde 1854 vom Oberzollaufseher Dr. P. C. Sutherland strategisch ausgewählt. Später war die Poststation wegen der Nähe zum Ncandu unter dem Namen „Waterfall River Township“ bekannt. 1864 wurde Newcastle an dieser Stelle gegründet und war somit nach Durban, Weenen und Pietermaritzburg die vierte Stadt, die in Natal gegründet wurde.
Für den Namen Newcastle stand der britische Kolonialminister, Duke of Newcastle, Pate. Zum Schutz vor den Zulu wurde 1870 das Fort Amiel errichtet. Zur Feier von Königin Victorias 60-jährigem Thronjubiläum wurde 1897 mit dem Bau eines Rathauses aus Sandstein begonnen, welches zwei Jahre später fertiggestellt wurde. Während des Ersten und Zweiten Burenkriegs wurde die Stadt von den Briten als Depot benutzt. Gegen Ende des 19. Jahrhunderts hatte Newcastle eine wichtige Rolle als Knotenpunkt für den Warenverkehr und Zwischenhalt für Fuhrwerke und Postkutschen. Im Jahr 1890 erreichte die Eisenbahn Newcastle. Ein Jahr später bekam Newcastle offiziell den Status einer Stadt. Als kurz darauf Kohle entdeckt wurde, begann eine neue Zeit des Wohlstands, und mehrere ehrgeizige Bauprojekte wurden in Angriff genommen.

## Wirtschaft
Seit den 1880er-Jahren kann Newcastle ein starkes wirtschaftliches Wachstum nachweisen. Mittlerweile ist die Stadt die am stärksten industrialisierte Region im Nordwesten von KwaZulu-Natal. In den umliegenden Gebieten gibt es auch Landwirtschaft. Es wird Mais angebaut und Viehzucht zur Milch- und Fleischgewinnung betrieben.
Viele der Einwohner arbeiten bei ArcelorMittal South Africa, in der Textilindustrie oder im Dienstleistungsgewerbe. In Newcastle haben sich aufgrund der Textilindustrie viele Taiwaner angesiedelt. Des Weiteren wird Kohle abgebaut.
ArcelorMittal South Africa stellt jährlich über 1,5 Millionen Tonnen Stahlprodukte her. Das Unternehmen errichtete 2006 eine neue Koksofenbatterie für fast 500 Millionen Rand. Daneben gibt es noch Karbochem, einen Hersteller von synthetischem Kautschuk (mit 500.000 m² Produktionsfläche). 2002 wurde der Bau eines Werkes für Chromchemikalien fertiggestellt, das als Zeichen für die zukünftige industrielle Entwicklung in der Region gewertet wird. Das Joint Venture von Karbochem und dem deutschen Chemie- und Pharmaunternehmen Bayer hat Newcastle zum größten Hersteller von Chromchemikalien in Afrika gemacht.
Obwohl ArcelorMittal und Karbochem das wirtschaftliche Bild von Newcastle dominieren, haben sich im Einzugsgebiet der Stadt auch andere große Unternehmen angesiedelt, beispielsweise eine Diamantenschleiferei, einige Tiefbau-Konzerne und Stahlbeton-Hersteller und eine Zementfabrik, die auf Basis von Hüttensand produziert.

## Gesundheit
In Newcastle gibt es ein öffentliches Krankenhaus: das Newcastle Provincial Hospital. Außerdem existiert noch ein kleines privates Krankenhaus mit ungefähr 90 Betten. Daneben gibt es zahlreiche frei praktizierende Ärzte unterschiedlicher Fachrichtungen.

## Infrastruktur
In der Stadtmitte steht eine Bücherei, die Nebenstellen in den umliegenden Städten betreibt. Da die Stadt im Verlauf des letzten Jahrzehnts bedeutend gewachsen ist, sind mittlerweile alle bedeutenden Handelsketten, Banken und andere Finanzinstitute in Newcastle vertreten.

### Sport
In Newcastle befindet sich einer der wichtigen Angelvereine der Region, der Challengers Angling Club, der das Aushängeschild der Natal Freshwater Angling Association ist und unterschiedliche Bereiche dieses Sports anbietet. Der Verein hat keine Zulassungsbeschränkungen.
Aus ursprünglich zwei Rugbyvereinen wurde der Newcastle Rugby Club gegründet. Die Saison 2007 beendeten alle vier Teams auf den besten drei Plätzen ihrer jeweiligen Liga.

### Sehenswürdigkeiten
In Newcastle und der näheren Umgebung gibt es einige Sehenswürdigkeiten, etwa die Carnegie Art Gallery, in der Werke sowohl bedeutender nationaler und lokaler Künstler ausgestellt werden. Im Fort Amiel Museum kann man ein typisches Fort im viktorianischen Stil besichtigen. Außerdem steht in Newcastle der größte Hindu-Tempel der Südhalbkugel. Die Waffenfabrik Armoury befindet sich in einem architektonisch ungewöhnlichen Gebäude aus den 1870er-Jahren.
Die Newcastle High School und die St. Dominic’s Academy sind teilweise in Gebäuden untergebracht, die zu nationalen Baudenkmälern erklärt wurden, wie zum Beispiel der Pavillon der St. Dominic’s Academy, der von Bruder Nivard Streicher entworfen und 1912 gebaut wurde. 1977 wurde das Gebäude zum Baudenkmal erklärt. Die Newcastle High School ist älteste Schule der Region und besteht seit über 125 Jahren. In den ursprünglichen Schulgebäuden ist heute die Verwaltung untergebracht.

## Söhne und Töchter der Stadt
- Peter Fanyana John Butelezi (1930–1997), römisch-katholischer Ordensgeistlicher, Erzbischof von Bloemfontein
- Lindiwe Mabuza (1938–2021), Diplomatin und Lyrikerin
- Bakkies Botha (* 1979), Rugbyspieler
- Siyabonga Nkosi (* 1981), Fußballspieler

## Städtepartnerschaften
Newcastle unterhält folgende zwei Gemeindepartnerschaften:
| Stadt    | Land                          | seit |
| -------- | ----------------------------- | ---- |
| Nanchang | Shandong, Volksrepublik China | 2010 |
| Zibo     | Jiangxi, Volksrepublik China  | 2002 |